# Isolabella
Isolabella és un comune (municipi) de la ciutat metropolitana de Torí, a la regió italiana del Piemont, situat a uns 25 quilòmetres al sud-est de Torí. A 1 de gener de 2019 la seva població era de 383 habitants.
Isolabella limita amb els següents municipis: Villanova d'Asti, Poirino, Valfenera i Cellarengo.